# イアン・モンクリフ
第11代準男爵サー・ルパート・イアン・ケイ・モンクリフ（英: Sir Rupert Iain Kay Moncreiffe of that Ilk, 11th Baronet,CVO QC、1919年4月9日 - 1985年2月27日）は、イギリスの紋章官、系譜学者。

## 生涯

モンクリフ氏族のバッジ。彼の次男が氏族長の地位を継いだ。

トマス・ジェラルド・モンクリフ海軍中佐とヒンダ・ミレモン（Hinda de Miremont、フランソワ・ド・ミレモンの娘）との息子として生まれた。幼少期の1922年に父が亡くなると、母は幼いイアンの世話を親戚に押し付けて、彼を親族から親族へとたらい回しにしたという。この頃の彼について『英国人名事典』では、「幼い頃から系譜図や紋章に強い関心を示した」としており、その理由に彼自身も属するクラン（モンクリフ氏族）をきっかけにスコットランド史に深い興味を抱いた点を挙げている。長じてストウ校、ハイデルベルク大学、オックスフォード大学に学んだ。
第二次世界大戦後はエディンバラ大学で法学を専攻した。1958年には『スコットランドにおける紋章と爵位継承法』に関する論文で学位を取得、2010年にはモノグラフとして刊行されている。1957年に従兄弟から準男爵位を継承した。以降はスコットランド紋章院に進み、紋章官としての経歴を歩むこととなる。

### 紋章官として
イアンは1952年にフォークランド紋章官補に就任して、紋章官としてのキャリアをスタートさせた。翌年にキンタイア紋章官補、1955年にはユニコーン紋章官補、1961年からはオルバニー紋章官を歴任した。
紋章官在職中には紋章画家ドン・ポッティンジャー紋章官とともに『Simple Heraldry』を執筆・出版して、大成功を収めた。また1967年にスコットランドの氏族に触れた『The Highland Clans』を上梓した。この著作について、『英国人名事典』は「卓越している」との評価を与えている。紋章学以外にスコットランド継承法にも明るかったため、公式・非公式を問わずスコットランド貴族から相談にあずかることがあったという。
1985年にロンドンで死去した。長男マーリンが準男爵位を相続した。彼はさらに母からもエロル伯爵位を継ぎ、モンクリフ姓ではなくヘイ姓(Hay)を名乗っている。また、次男ペレグリン・モンクリフは従姉エリザベス・モンクリフよりモンクリフ氏族氏族長の地位を継承した。

## 私生活
1946年12月19日に第23代エロル女伯爵ダイアナ・ヘイ（第22代エロル伯爵ジョスリン・ヘイの娘）と結婚して2男1女をもうけた。ただし、夫妻は1964年に離婚している。
- （長男）マーリン・セレルド・ヴィクター・ギルバート・ヘイ（1948-）- 第24代エロル伯爵。ヘイ氏族長。
- （次男）ペレグリン・デイヴィッド・ユアン・マルコム・モンクリフ（英語版）（1951-）-
- （長女）アレクサンドラ・ヴィクトリア・カロライン・アン・モンクリフ＝ヘイ（1955-）- モンクリフ氏族長（英語版）[11]。

1966年にハーマイオニー・パトリシア・フォークナー（Hermione Patricia Faulkner）と再婚した。

## 栄典

モンクリフ卿の紋章のエスカッションのみを描いたもの。

### 準男爵位
- – 第11代(モンクリフの)準男爵(11th Baronet, of Moncreiff)
  　　　（1685年11月30日の勅許状によるノヴァスコシア準男爵位[1]）

### 勲章
- - ロイヤル・ヴィクトリア勲章ルテナント（CVO）（1980年）[12]

### その他
- 王立顧問弁護士（英語版）（QC）[12]
- アメリカ系譜学協会（英語版）会員（ASG）[13]